# Phật giáo Hiếu Nghĩa Tà Lơn
Phật giáo Hiếu Nghĩa Tà Lơn là tôn giáo được sáng lập năm 1915 và chính thức được khai đạo năm 1921 tại Kiên Giang. Tôn giáo này là sự hợp thành giữa giáo pháp Phật giáo, pháp môn tu Nhơn đạo với cốt lõi là “Hiếu - Nghĩa” và lấy tên núi Tà Lơn là địa danh nơi các vị tổ sư tu học và đắc đạo.

## Lịch sử
Phật giáo Hiếu Nghĩa Tà Lơn là tôn giáo do 5 ông Đạo (ông Đạo Lập tức Phạm Thái Chung, Ngọc Thanh tức Nguyễn Thành Đa hay Nguyễn Đa, Ngọc Minh tức Nguyễn Ngọc Minh, Ngọc Đắc tức Trần Ngọc Được, và Ngọc An tức Nguyễn Văn An hay Nguyễn Ngọc An) sáng lập ở núi Tà Lơn, Campuchia vào năm 1915.
Nguyễn Ngọc An được giao về Việt Nam xây dựng “Bát bửu ngũ linh tự”. Nguyễn Ngọc An đã đi nhiều nơi ở An Giang, Tiền Giang, Đồng Tháp, Kiên Giang, Cần Thơ… giảng đạo, trị bệnh cứu người. Năm 1921, ngôi chùa đầu tiên được xây dựng có tên là Tiên An tự. Ngày rằm trung ngươn năm Tân Dậu, Nguyễn Ngọc An lập đàn tế cáo trời đất khai đạo Phật giáo Hiếu Nghĩa Tà Lơn ở Việt Nam. Ông được tôn xưng là Đức Giáo sư.
Năm 1923, Nguyễn Ngọc An đến đồi Núi Tre, Kiên Lương, tỉnh Kiên Giang quy tụ người dân từ nhiều nơi về quanh khu vực lập làng, dựng chùa. Năm 1927, ông chính thức thành lập Tổ đình An Bình tự, là Tổ đình Phật giáo Hiếu Nghĩa Tà Lơn hiện nay. Sau đó, ông đi truyền đạo vùng Miệt Thứ, Long Xuyên, Đồng Tháp, Cần Thơ, thu hút tín đồ và liên lạc phục vụ cho cách mạng, tiếp tục lập thêm các ngôi chùa mới hướng dẫn tín đồ tu học.
Ngày 19 tháng 5 năm 1972, ông Nguyễn Ngọc An rời hầm trú ẩn tại Tổ đình An Bình tự, nhưng bị đạn pháo nổ làm thương nặng. Ông được đưa tới bệnh viện quận Kiên Lương để cứu chữa nhưng qua đời sau đó vì vết thương quá nặng.
Phật hội Hiếu Nghĩa Tà Lơn được Bộ Nội vụ công nhận vào ngày 08/8/2023 theo Quyết định số 632/QĐ-BNV. Hiện nay, Phật hội Hiếu nghĩa Tà Lơn có 8 cơ sở thờ tự, hơn 6.500 tín đồ đang sinh sống ở 4 tỉnh, thành phố là An Giang, Cần Thơ, Đồng Tháp, Kiên Giang.

## Lễ hội
- Lễ cúng sao hội (Cầu Quốc thái dân an): Mùng 09 tháng giêng Âm lịch
- Lễ Thượng ngươn Phật giáo: Rằm tháng giêng
- Lễ Đức giáo sư vị Tổ đình khai sáng đạo Phật Giáo Hiếu Nghĩa Tà Lơn quy vị: Mùng 07 tháng 4 Âm lịch
- Lễ Hạ ngươn Phật giáo: Rằm tháng 10 Âm lịch
- Đại lễ khai sáng đạo, ngày vía tổ đình: Rằm tháng 7 Âm lịch[4]